# 神奈川県立陣馬相模湖自然公園
神奈川県立陣馬相模湖自然公園（かながわけんりつじんばさがみこしぜんこうえん）は、神奈川県北部、相模原市北西部にある県立自然公園である。面積37.85 km2。1983年指定。北部には標高1,019 mの茅丸を筆頭に陣馬山・生藤山・醍醐丸・景信山・城山など、南部には石老山・高塚山などの山がある。都県境の山陵には和田峠、明王峠、小仏峠、大垂水峠などがある。都心からの交通の便が良く、日帰りのハイキングコースとして人気となっている。なお、この自然公園の東京都側は「明治の森高尾国定公園」及び「東京都立高尾陣場自然公園」となっている。